# Xã Greenfield, Quận Traill, Bắc Dakota
Xã Greenfield (tiếng Anh: Greenfield Township) là một xã thuộc quận Traill, tiểu bang Bắc Dakota, Hoa Kỳ. Năm 2010, dân số của xã này là 72 người.